# Mecânica relativista
Mecânica relativista é a formulação da mecânica no contexto da teoria da relatividade formulada por Albert Einstein.